# National Register of Historic Places in Oregon

Verteilung der Einträge nach County im September 2014

Das National Register of Historic Places in Oregon ist Teil des nationalen Denkmalschutzprogramms  der Vereinigten Staaten (Bauwerke, Objekte, Stätten und historische Distrikte). In Oregon sind rund 2000 Einträge im National Register vorhanden. Diese verteilen sich über alle 36 Countys des Bundesstaates. Über ein Viertel davon befindet sich im Multnomah County, die meisten (über 90 Prozent) in Portland.

## Liste und Anzahl der Objekte und Distrikte nach County
Die folgende Tabelle zeigt die ungefähre Zahl der derzeitigen Einträge für jedes County.
|       | \| \| County \| Liste der Einträge in das NRHP im County \| Anzahl \| \| ----- \| --------------------------- \| ------------------------------------------ \| ------- \| \| 1 \| Baker \| NRHP-Einträge im Baker County \| 14 \| \| 2 \| Benton \| NRHP-Einträge im Benton County \| 57 \| \| 3 \| Clackamas \| NRHP-Einträge im Clackamas County \| 86 \| \| 4 \| Clatsop \| NRHP-Einträge im Clatsop County \| 61 \| \| 5 \| Columbia \| NRHP-Einträge im Columbia County \| 12 \| \| 6 \| Coos \| NRHP-Einträge im Coos County \| 53 \| \| 7 \| Crook \| NRHP-Einträge im Crook County \| 6 \| \| 8 \| Curry \| NRHP-Einträge im Curry County \| 45 \| \| 9 \| Deschutes \| NRHP-Einträge im Deschutes County \| 41 \| \| 10 \| Douglas \| NRHP-Einträge im Douglas County \| 50 \| \| 11 \| Gilliam \| NRHP-Einträge im Gilliam County \| 3 \| \| 12 \| Grant \| NRHP-Einträge im Grant County \| 10 \| \| 13 \| Harney \| NRHP-Einträge im Harney County \| 7 \| \| 14 \| Hood River \| NRHP-Einträge im Hood River County \| 38 \| \| 15 \| Jackson \| NRHP-Einträge im Jackson County \| 149 \| \| 16 \| Jefferson \| NRHP-Einträge im Jefferson County \| 9 \| \| 17 \| Josephine \| NRHP-Einträge im Josephine County \| 59 \| \| 18 \| Klamath \| NRHP-Einträge im Klamath County \| 29 \| \| 19 \| Lake \| NRHP-Einträge im Lake County \| 18 \| \| 20 \| Lane \| NRHP-Einträge im Lane County \| 135 \| \| 21 \| Lincoln \| NRHP-Einträge im Lincoln County \| 35 \| \| 22 \| Linn \| NRHP-Einträge im Linn County \| 71 \| \| 23 \| Malheur \| NRHP-Einträge im Malheur County \| 17 \| \| 24 \| Marion \| NRHP-Einträge im Marion County \| 115 \| \| 25 \| Morrow \| NRHP-Einträge im Morrow County \| 5 \| \| 26.1 \| Portland (Multnomah County) \| NRHP-Einträge in Portland North \| 31 \| \| 26.2 \| Portland (Multnomah County) \| NRHP-Einträge in Portland Northeast \| 81 \| \| 26.3 \| Portland (Multnomah County) \| NRHP-Einträge in Portland Northwest \| 128 \| \| 26.4 \| Portland (Multnomah County) \| NRHP-Einträge in Portland Southeast \| 98 \| \| 26.5 \| Portland (Multnomah County) \| NRHP-Einträge in Portland Southwest \| 216 \| \| 26.6 \| Multnomah \| NRHP-Einträge im Multnomah County – andere \| 36 \| \| 26 \| Multnomah \| NRHP-Einträge im Multnomah County (gesamt) \| 583 1 \| \| 27 \| Polk \| NRHP-Einträge im Polk County \| 29 \| \| 28 \| Sherman \| NRHP-Einträge im Sherman County \| 5 \| \| 29 \| Tillamook \| NRHP-Einträge im Tillamook County \| 29 \| \| 30 \| Umatilla \| NRHP-Einträge im Umatilla County \| 42 \| \| 31 \| Union \| NRHP-Einträge im Union County \| 19 \| \| 32 \| Wallowa \| NRHP-Einträge im Wallowa County \| 22 \| \| 33 \| Wasco \| NRHP-Einträge im Wasco County \| 33 \| \| 34 \| Washington \| NRHP-Einträge im Washington County \| 47 \| \| 35 \| Wheeler \| NRHP-Einträge im Wheeler County \| 2 \| \| 36 \| Yamhill \| NRHP-Einträge im Yamhill County \| 82 \| \| Summe \| Summe \| Summe \| 2.006 2 \| |                                            |         |
|       | County | Liste der Einträge in das NRHP im County   | Anzahl  |
| 1     | Baker | NRHP-Einträge im Baker County              | 14      |
| 2     | Benton | NRHP-Einträge im Benton County             | 57      |
| 3     | Clackamas | NRHP-Einträge im Clackamas County          | 86      |
| 4     | Clatsop | NRHP-Einträge im Clatsop County            | 61      |
| 5     | Columbia | NRHP-Einträge im Columbia County           | 12      |
| 6     | Coos | NRHP-Einträge im Coos County               | 53      |
| 7     | Crook | NRHP-Einträge im Crook County              | 6       |
| 8     | Curry | NRHP-Einträge im Curry County              | 45      |
| 9     | Deschutes | NRHP-Einträge im Deschutes County          | 41      |
| 10    | Douglas | NRHP-Einträge im Douglas County            | 50      |
| 11    | Gilliam | NRHP-Einträge im Gilliam County            | 3       |
| 12    | Grant | NRHP-Einträge im Grant County              | 10      |
| 13    | Harney | NRHP-Einträge im Harney County             | 7       |
| 14    | Hood River | NRHP-Einträge im Hood River County         | 38      |
| 15    | Jackson | NRHP-Einträge im Jackson County            | 149     |
| 16    | Jefferson | NRHP-Einträge im Jefferson County          | 9       |
| 17    | Josephine | NRHP-Einträge im Josephine County          | 59      |
| 18    | Klamath | NRHP-Einträge im Klamath County            | 29      |
| 19    | Lake | NRHP-Einträge im Lake County               | 18      |
| 20    | Lane | NRHP-Einträge im Lane County               | 135     |
| 21    | Lincoln | NRHP-Einträge im Lincoln County            | 35      |
| 22    | Linn | NRHP-Einträge im Linn County               | 71      |
| 23    | Malheur | NRHP-Einträge im Malheur County            | 17      |
| 24    | Marion | NRHP-Einträge im Marion County             | 115     |
| 25    | Morrow | NRHP-Einträge im Morrow County             | 5       |
| 26.1  | Portland (Multnomah County) | NRHP-Einträge in Portland North            | 31      |
| 26.2  | Portland (Multnomah County) | NRHP-Einträge in Portland Northeast        | 81      |
| 26.3  | Portland (Multnomah County) | NRHP-Einträge in Portland Northwest        | 128     |
| 26.4  | Portland (Multnomah County) | NRHP-Einträge in Portland Southeast        | 98      |
| 26.5  | Portland (Multnomah County) | NRHP-Einträge in Portland Southwest        | 216     |
| 26.6  | Multnomah | NRHP-Einträge im Multnomah County – andere | 36      |
| 26    | Multnomah | NRHP-Einträge im Multnomah County (gesamt) | 583 1   |
| 27    | Polk | NRHP-Einträge im Polk County               | 29      |
| 28    | Sherman | NRHP-Einträge im Sherman County            | 5       |
| 29    | Tillamook | NRHP-Einträge im Tillamook County          | 29      |
| 30    | Umatilla | NRHP-Einträge im Umatilla County           | 42      |
| 31    | Union | NRHP-Einträge im Union County              | 19      |
| 32    | Wallowa | NRHP-Einträge im Wallowa County            | 22      |
| 33    | Wasco | NRHP-Einträge im Wasco County              | 33      |
| 34    | Washington | NRHP-Einträge im Washington County         | 47      |
| 35    | Wheeler | NRHP-Einträge im Wheeler County            | 2       |
| 36    | Yamhill | NRHP-Einträge im Yamhill County            | 82      |
| Summe | Summe | Summe                                      | 2.006 2 |

- Portland Skidmore/Old Town Historic District: Northwest und Southwest Portland
- Broadway Bridge: North und Northwest Portland
- Burnside Bridge: Northeast, Northwest, Southeast und Southwest Portland
- Morrison Bridge: Southeast und Southwest Portland
- Hawthorne Bridge: Southeast und Southwest Portland

- Barlow Road: Clackamas, Hood River und Wasco
- Columbia River Highway Historic District: Hood River, Multnomah und Wasco
- Oregon Pacific Railroad Linear Historic District: Jefferson, Linn und Marion
- Santiam Wagon Road: Deschutes und Linn
- Jacksonville-to-Fort Klamath Military Wagon Road: Jackson and Klamath
- Sumpter Valley Railway Historic District: Baker und Grant
- Union Street Railroad Bridge and Trestle: Marion und Polk
- McKenzie Highway Historic District: Deschutes, Lane und Linn